# Batrachornis perloides
Batrachornis perloides är en insektsart som beskrevs av Henri Saussure 1884. Batrachornis perloides ingår i släktet Batrachornis och familjen Pamphagidae. Inga underarter finns listade i Catalogue of Life.